# Passagem (Rio Grande do Norte)
Passagem is een gemeente in de Braziliaanse deelstaat Rio Grande do Norte. De gemeente telt 2.703 inwoners (schatting 2009).